# 나주 흥덕리 석실분
나주 흥덕리 석실분(羅州 興德里 石室噴)은 대한민국 전라남도 나주시 반남면 흥덕리 북쪽에 위치한 자미산의 남쪽 자락 끝에 만들어진 백제 때 만들어진 돌방무덤(석실묘)이다. 1994년 1월 31일 전라남도의 문화재자료 제195호로 지정되었다.

## 개요
흥덕리 북쪽에 위치한 자미산의 남쪽 자락 끝에 만들어진 백제 때 만들어진 돌방무덤(석실묘)이다.
이 무덤은 하나의 벽을 사이에 두고 2개의 돌방(석실)이 나란히 만들어진 쌍실분으로, 두 돌방 모두 널길(연도)과 배수시설을 갖추고 있다. 유물은 동쪽 돌방에서만 출토되었는데, 토기 1점과 은으로 된 모자장식 1점, 관 못이 나왔으며, 몇 점의 관 못으로 시신을 목관에 안치했음을 알 수 있다.
석실의 구조와 출토 유물로 미루어 보아, 이 무덤은 6세기 후반의 것으로 추정된다. 일반적으로 하나의 돌방무덤은 그 자체가 추가장으로 통한 합장이 가능한 구조를 가진 것이지만, 흥덕리 무덤은 두 개의 돌방을 나란히 배치하여 합장시킨 것으로 매우 특이한 경우이다.

## 참고 자료
- 나주흥덕리석실분 - 국가유산청 국가유산포털